# Pseudonaclia minor
Pseudonaclia minor är en fjärilsart som beskrevs av Rothschild 1910. Pseudonaclia minor ingår i släktet Pseudonaclia och familjen björnspinnare. Inga underarter finns listade.